# Navicert
Navicert (Navi-gational Cert-ificate) var ett brittiskt dokument, som under andra världskriget klargjorde att ett fartygs last var fritt från krigskontraband.

## Om navicert
När andra världskriget bröt ut i september 1939 utfärdade Storbritannien omfattande kontrabandslistor och förklarade Tyskland i såväl import- som exportblockad. I samband med att blockaderna började tillämpas i full utsträckning från 1 november 1939, organiserade Ministry of Economic Warfare (MEW) kontrollstationer för kontrabandskontroll av handelsfartyg, främst i Kirkwall på Orkneyöarna. För att undvika den tidsödande kontrollen i brittisk kontrollhamn, kunde man hos brittiska konsulat i förväg efter prövning få ett godkännande av varje enskilt varuparti, ett navicert. Ett fartyg, vars hela last täcktes av navicerts, fick ett "ship's navicert" och befriades från tvånget att gå in i brittisk kontrollhamn.